# Liste des évêques et archevêques de Toamasina
La préfecture apostolique de Vatomandry, créée le 18 juin 1935, est devenue un vicariat apostolique en 1939 ayant son siège à Tamatave, un diocèse en 1955 puis un archidiocèse en 2010. Plusieurs évêques s'y sont succédé.

## Est préfet apostolique
- 8 octobre 1935-25 mai 1939 : Alain Le Breton (Alain Sébastien Le Breton)[1], préfet apostolique de Vatomandry.

## Est vicaire apostolique
- 25 mai 1939-14 septembre 1955 : Alain Le Breton (Alain Sébastien Le Breton), promu vicaire apostolique de Tamatave.

## Sont évêques
- 14 septembre 1955-15 mars 1957 : Alain Le Breton (Alain Sébastien Le Breton), promu évêque de Tamatave.
- 14 novembre 1957-25 mars 1972 : Jules Puset (Jules Joseph Puset), évêque de Tamatave.
- 25 mars 1972-15 mai 1989 : Jérôme Razafindrazaka, évêque de Tamatave.
- 15 mai 1989-24 novembre 2008 : René Rakotondrabe (René Joseph Rakotondrabé), évêque de Tamatave, puis de Toamasina (31 janvier 1990)
- 24 novembre 2008-26 février 2010 : Désiré Tsarahazana

## Est archevêque
- depuis le 26 février 2010 : Désiré Tsarahazana

## Sources
- L'Annuaire Pontifical, sur le site http://www.catholic-hierarchy.org, à la page